# Edelsitz Mühring
Der Edelsitz Mühring lag im gleichnamigen Ortsteil der Gemeinde Eberschwang Bezirk Ried im Innkreis in Oberösterreich.

## Geschichte
Der Stammsitz der Mühringer soll ein Wasserschlösschen im damals eigenständigen Dorf Mühring gewesen sein. 1180 wird ein Meinhardus de murring erwähnt. Weitere Mühringer erscheinen im Gefolge der Bischöfe von Passau. Ein Ortlof von Muring war 1304–1317 Chorherr zu Passau und Dechant zu Krems. Dieser scheint der letzte der Mühringer gewesen zu sein.
Seit dem 16. Jahrhundert war Mühring eine Hofmark. Die Freiherren von Tattenbach wurden um 1600 mit Eberschwang, Mayrhof und Mühring belehnt.

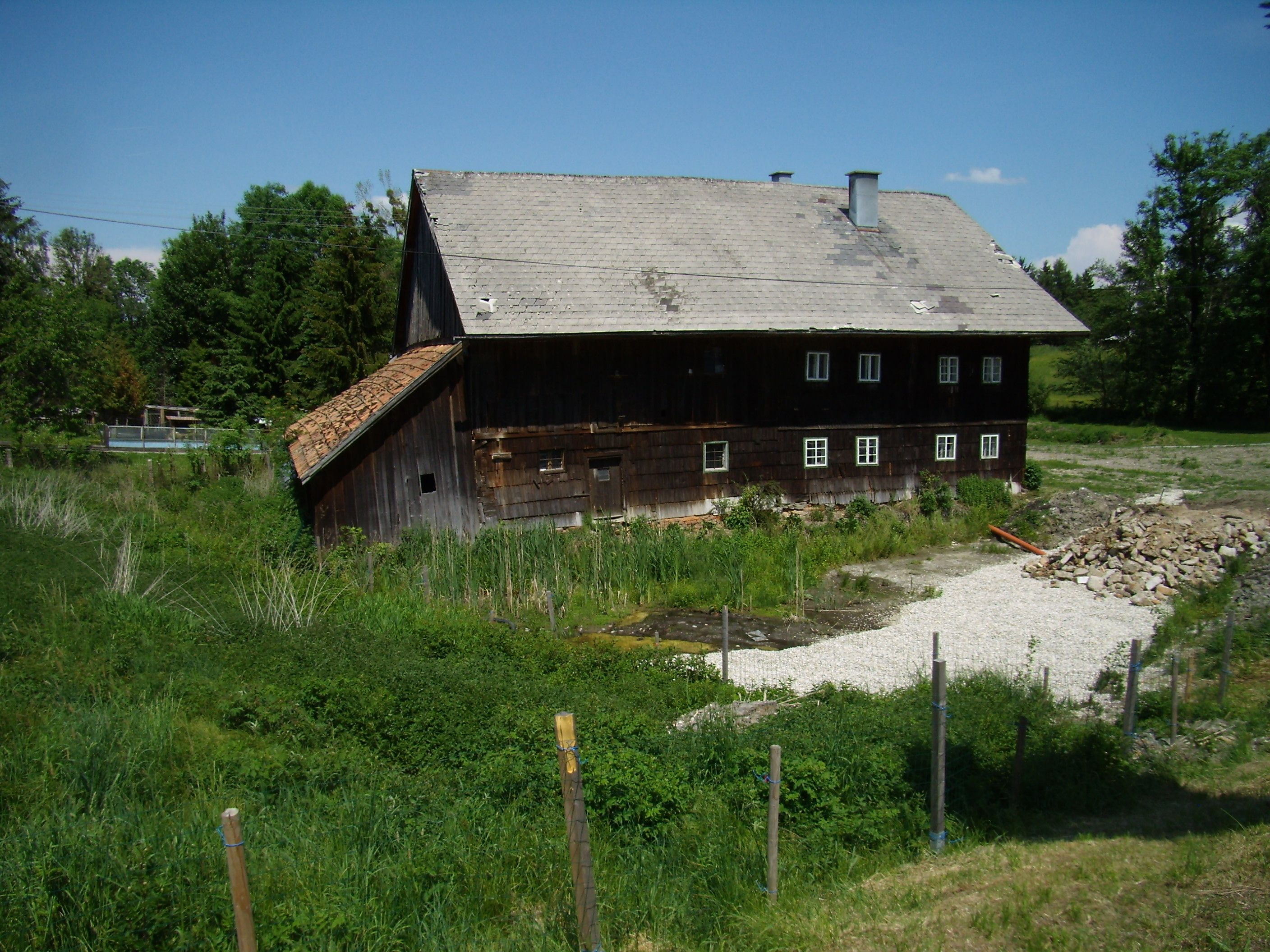
Lagestelle des Edelsitzes Mühring: Überbauung durch ein Holzhaus

## Sitz Mühring heute
Vom Sitz Mühring sind noch Reste vorhanden. Die Substruktion der Niederungsanlage wurde zwar teilweise verebnet und die Wassergräben zugeschüttet, ist aber noch ansatzweise erkennbar. Die Lagestelle ist heute von einem Holzhaus überbaut, das einen älteren Eindruck macht.